# Buford (Georgia)
Buford es una ciudad ubicada en el condado de Gwinnett en el estado estadounidense de Georgia. En el censo de 2000, su población era de 10.668 habs. Se sitúa junto a la presa homónima, que forma el lago Lanier

## Demografía
En el 2000 la renta per cápita promedia del hogar era de $38,733, y el ingreso promedio para una familia era de $43,100. El ingreso per cápita para la localidad era de $18,308. Los hombres tenían un ingreso per cápita de $29,458 contra $22,342 para las mujeres.

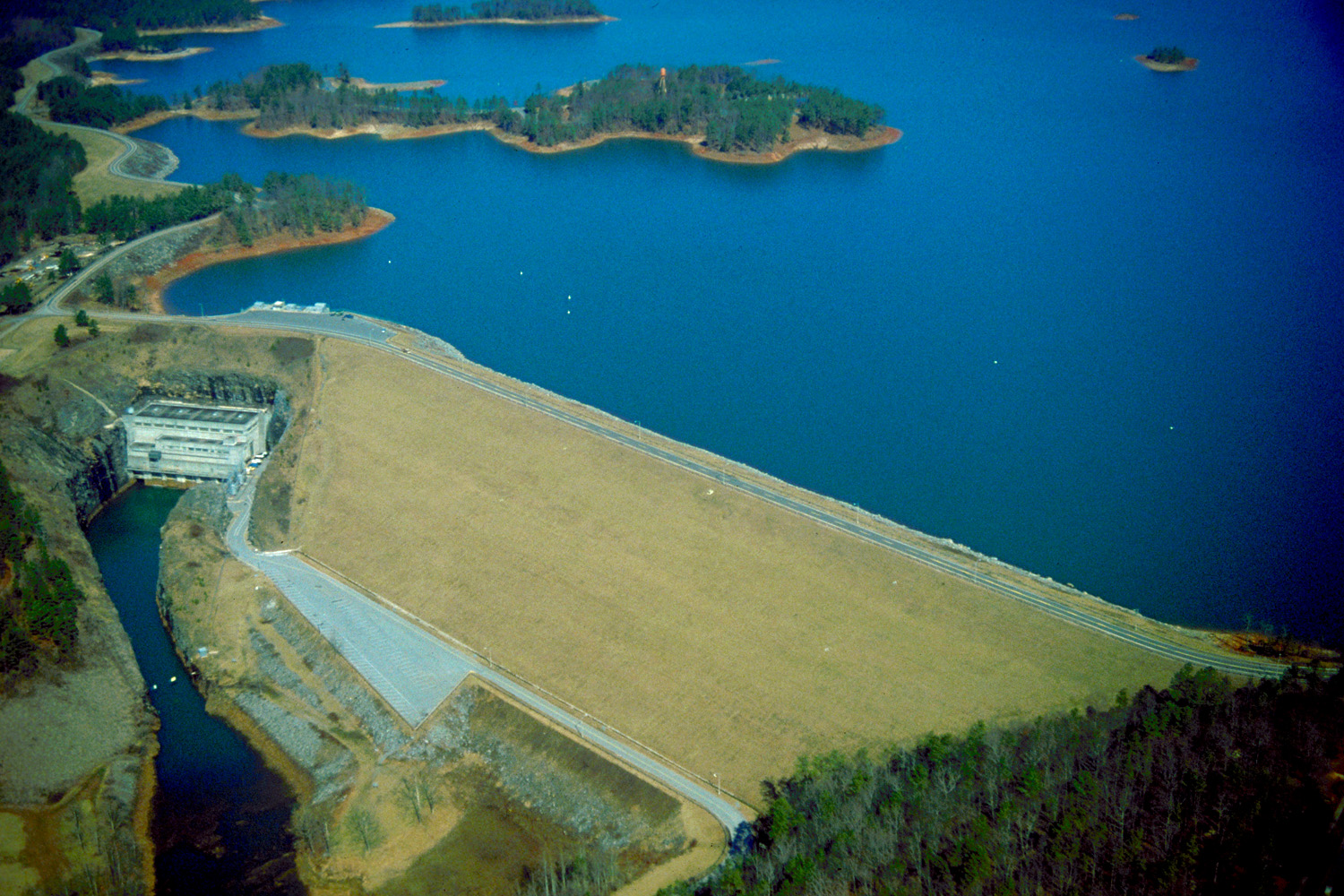
Vista de la presa Budford que forma el lago Lanier

## Geografía
Buford se encuentra ubicado en las coordenadas 34°7′1″N 83°59′55″O / 34.11694, -83.99861 (32.318301, -84.516035).
Según la Oficina del Censo, la localidad tiene un área total de 38,2 km² (14,7 mi²), de la cual 38,1 km² (14,7 mi²) es tierra y 0,1 km² (0 mi²) (0.26%) es agua.